# Viscum obscurum
Viscum obscurum là một loài thực vật có hoa trong họ Santalaceae. Loài này được Thunb. miêu tả khoa học đầu tiên năm 1794.